# Pudivere (Põltsamaa)
Pudivere – wieś w Estonii, w prowincji Jõgeva, w gminie Põltsamaa.